# Технічні резерви
Техні́чні резе́рви, страхові резерви (англ. technical reserves) — сукупність обчислених за видами страхування резервів (незароблених премій, заявлених, але не виплачених збитків, збитків, які виникли, але не заявлені, катастроф, коливань збитковості). Технічні резерви утворюються страховиками, які здійснюють види страхування, відмінні від страхування життя, з метою забезпечення майбутніх виплат страхових сум і страхового відшкодування.